# Dioscorea bulbifera
Dioscorea bulbifera, luftpotatis, är en enhjärtbladig växtart som beskrevs av Carl von Linné. Dioscorea bulbifera ingår i släktet Dioscorea och familjen Dioscoreaceae. Inga underarter finns listade i Catalogue of Life.

## Bildgalleri

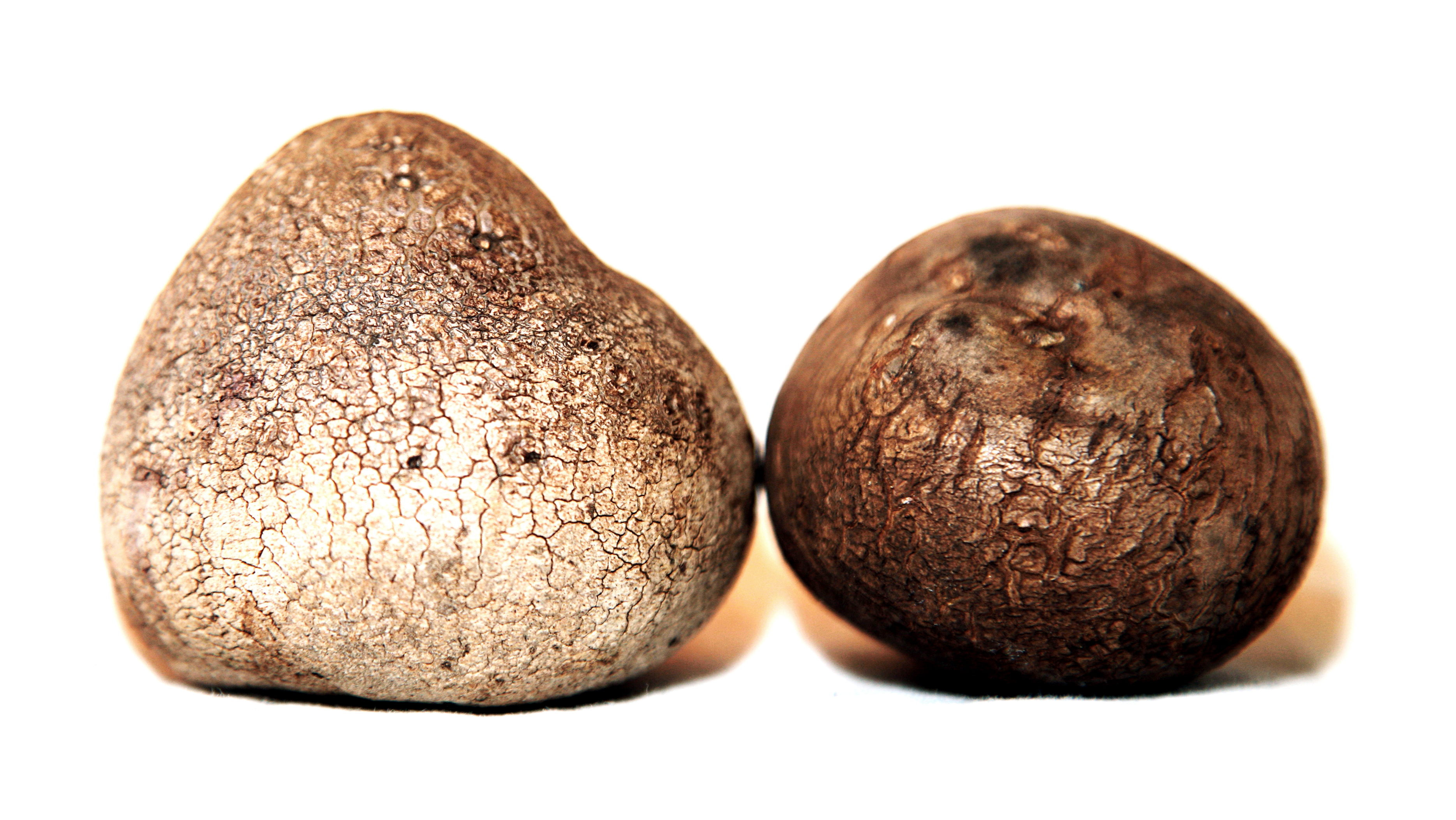